# نيكولا هوفمان
نيكولا هوفمان (بالفرنسية: Nicolas Hoffmann)‏ هو لاعب كرة قدم لوكسمبورغي، ولد في 19 أغسطس 1940، وتوفي في 9 يناير 2018.

## وصلات خارجية
- نيكولا هوفمان على موقع قاعدة بيانات كرة القدم.إي يو (الإنجليزية)
- نيكولا هوفمان على موقع ناشيونال فوتبول تيمز (الإنجليزية)